# Stilbopteryx
Stilbopteryx é um género de formiga-leão pertencente à família Myrmeleontidae.
As espécies deste género podem ser encontradas na Austrália.
Espécies:
- Stilbopteryx albosetosa Riek, 1976
- Stilbopteryx auricornis Kimmins, 1940
- Stilbopteryx costalis Newman, 1838
- Stilbopteryx linearis Navás, 1911
- Stilbopteryx mouldsorum Smithers, 1989
- Stilbopteryx napoleo (Lefèbvre, 1842)
- Stilbopteryx walkeri Kimmins, 1940